# محمد عبد الوهاب
محمد عبد الوهاب (13 مارس 1898 – 4 مايو 1991)، موسيقار مصري وأحد أعلام الموسيقى العربية، لقّب بموسيقار الأجيال، وارتبط اسمه بالأناشيد الوطنية. ولد في حارة برجوان بحي باب الشعرية بالقاهرة، عمل كملحّن ومؤلف موسيقى وكممثل سينمائي. بدأ حياته الفنية مطربًا بفرقة فوزي الجزايرلي عام 1917. في عام 1920 قام بدراسة العود في معهد الموسيقى العربية، بدأ العمل في الإذاعة عام 1934 وفي السينما عام 1933. ارتبط بأمير الشعراء أحمد شوقي ولحن أغاني عديدة لأمير الشعراء، غنى معظمها بصوته ولحن كليوباترا والجندول من شعر علي محمود طه وغيرها. لحن للعديد من المغنيين في مصر والبلاد العربية منهم فيروز وأم كلثوم وليلى مراد وعبد الحليم حافظ ونجاة الصغيرة وفايزة أحمد ووردة الجزائرية وصباح ورجاء عبده وطلال مداح وأسمهان، إلى جانب أنه كان أول مكتشف للفنان إيهاب توفيق في أواخر الثمانينات.

## ميلاده
ولد محمد عبد الوهاب في 13 مارس 1898 في حي باب الشعرية بالقاهرة بعد انتقال أسرته من قريتهم بمحافظة الشرقية، وكان أبوه هو الشيخ محمد أبو عيسى المؤذن والقارئ في جامع سيدي الشعراني بباب الشعرية وأمه فاطمة حجازي التي أنجبت ثلاثة أولاد منهم محمد وبنتين.

## نشأته

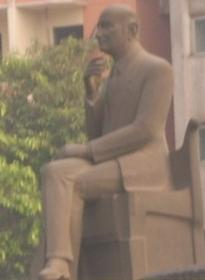
تمثال محمد عبد الوهاب في دار الأوبرا، القاهرة، مصر

أُلحق محمد عبد الوهاب بكتّاب جامع سيدى الشعرانى بناءً على رغبة والده الذي أراده أن يلتحق بالأزهر ليخلفه بعد ذلك في وظيفته وحفظ عدة أجزاء من القرآن قبل أن يهمل تعليمه ويتعلق بالطرب والغناء، حيث شغف بالاستماع إلى شيوخ الغناء في ذلك العصر مثل الشيخ سلامة حجازي وعبد الحي حلمي وصالح عبد الحي، وكان يذهب إلى أماكن الموالد والأفراح التي يغنى فيها هؤلاء الشيوخ للاستماع لغنائهم وحفظه، ولم ترض الأسرة عن هذه الأفعال فكانت تعاقبه على ذلك، وبعدها قابل محمد عبد الوهاب الأستاذ فوزي الجزايرلي صاحب فرقة مسرحية بالحسين والذي وافق على عمله كمطرب يغني بين فصول المسرحيات التي تقدمها فرقته مقابل خمسة قروش كل ليلة، وغنى محمد عبد الوهاب أغاني الشيخ سلامة حجازي متخفياً تحت اسم «محمد البغدادي» حتى لا تعثر عليه أسرته إلا أن أسرته نجحت في العثور عليه وازدادت إصراراً على عودته لدراسته فما كان منه إلا أن هرب مع فرقة سيرك إلى دمنهور حتى يستطيع الغناء، وطُرد من فرقة السيرك بعد ذلك ببضعة أيام لرفضه القيام بأي عمل سوى الغناء فعاد إلى أسرته بعد توسط الأصدقاء له، ووافقت أسرته أخيراً على غناءه مع أحد الفرق وهي فرقة الأستاذ عبد الرحمن رشدي (المحامي) على مسرح برنتانيا مقابل 3 جنيهات في الشهر، وكان يغنى نفس الأغاني للشيخ سلامة حجازي، وحدث أن حضر أحمد شوقي أحد عروض الفرقة وبمجرد سماعه لعبد الوهاب قام متوجهاً إلى حكمدار القاهرة الإنجليزى آنذاك ليطالبه بمنع محمد عبد الوهاب من الغناء بسبب صغر سنه، ونظراً لعدم وجود قانون يمنع الغناء أًخذ تعهد على الفرقة بعدم عمل عبد الوهاب معهم.
التحق عبد الوهاب بعد ذلك بنادي الموسيقى الشرقي والمعروف بمعهد الموسيقى العربية حالياً، حيث تعلم العزف على العود على يد محمد القصبجي، وتعلم فن الموشحات، وعمل في نفس الوقت كمدرس للأناشيد بمدرسة الخازندار، ثم ترك كل ذلك للعمل بفرقة علي الكسار كمُنشد في الكورال وبعدها فرقة الريحاني عام 1921، وقام معها بجولة في بلاد الشام وسرعان ما تركها ليكمل دراسة الموسيقي ويشارك في الحفلات الغنائية، وأثناء ذلك قابل سيد درويش الذي أُعجب بصوته وعرض عليه العمل مقابل 15 جنيه في الشهر في فرقته الغنائية، وعمل في روايتي البروكة وشهرزاد، وبالرغم من فشل فرقة سيد درويش إلا أن عبد الوهاب لم يفارق سيد درويش بل ظل ملازماً له يستمع لغنائه ويردد ألحانه حتى وفاة سيد درويش.

## محمد عبد الوهاب وأحمد شوقي

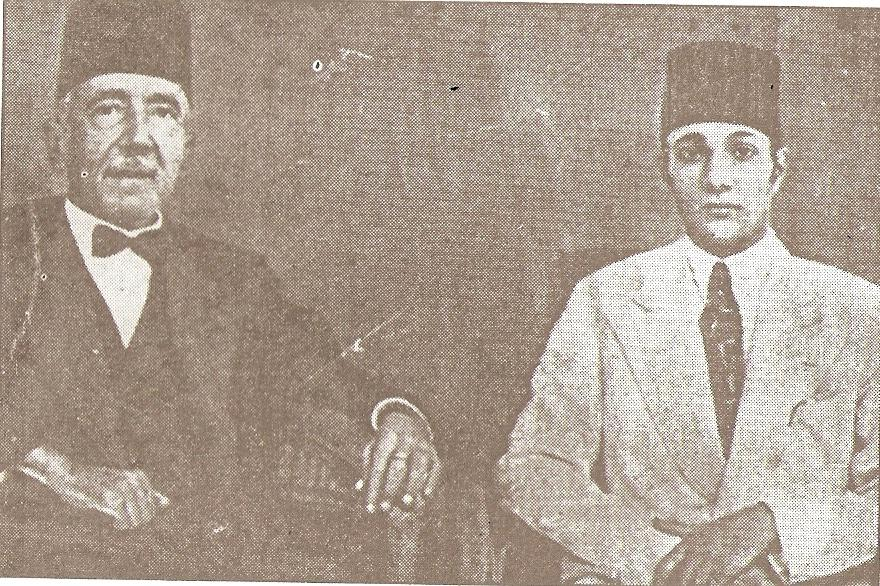
محمد عبد الوهاب في شبابه مع أحمد شوقي

في عام 1924 أُقيم حفل بأحد كازينوهات الإسكندرية أحياه محمد عبد الوهاب وحضره رجال الدولة والعديد من المشاهير، منهم أحمد شوقي الذي طلب لقاء عبد الوهاب بعد انتهاء الحفل، ولم ينس عبد الوهاب ما فعله به أحمد شوقي بمنعه من الغناء وهو صغير وذكّر أحمد شوقي بذلك الذي أكد له أنه فعل ذلك خوفاً على صحته وهو طفل، ومنذ تلك المقابلة تبناه أحمد شوقي. وتعتبر السبع سنوات التي قضاها عبد الوهاب مع أحمد شوقي من أهم مراحل حياته، حيث اعتبر أحمد شوقي مثله الأعلى، فكان أحمد شوقي يتدخل في تفاصيل حياة عبد الوهاب وعلّمه طريقة الكلام وكيفية الأكل والشراب، وأحضر له مدرس لتعليمه اللغة الفرنسية لغة الطبقات الراقية. بدأ نجم محمد عبد الوهاب يبزغ على إثر تقديم أحمد شوقي له في الحفلات، فقدمه إلى رجال الصحافة مثل طه حسين وعباس محمود العقاد والمازني، وكذلك رجال السياسة مثل أحمد ماهر باشا وسعد زغلول ومحمود فهمي النقراشي إلا أن ذلك لم يمنع الآخرين من مهاجمته وخاصة من المطربين الذين تخوفوا من شهرته مثل منيرة المهدية التي طردته من أوبريت كليوباترا ومارك انطوان وكذلك هاجمه العقاد والمازني (كان العقاد والمازني قد أصدرا كتاب الديوان هاجما فيه أحمد شوقي). يمكن القول أن العلاقة بين عبد الوهاب وأحمد شوقي علاقة وثيقة ذكرها عبد الوهاب كثيراً في أحاديثه وكان دائما يعترف بفضل أحمد شوقي عليه، ولحّن له العديد من القصائد مثل: دمشق، النيل نجاشي، مُضْناكَ جَفاهُ مَرْقَدُهُ.

## موقع عبد الوهاب في الموسيقى العربية
رغم أن محمد عبد الوهاب قدم العديد من الألحان الموسيقية ذات الطابع العربي الأصيل، مثل دعاء الشرق، وليالي الشرق، وعندما يأتي المساء، إلاّ أنه اتهم دائماً بأنه يقوم «بتغريب» الموسيقى العربية، وعلى الرغم من أن عبد الوهاب قدم العديد من الإيقاعات الغربية إلى الموسيقى، لكنه قدّم ذلك في إطار الأشكال المعروفة في الأغنية العربية، طقطوقة، ومونولوج غنائي، والقصيدة. مثلاً قدّم إيقاع الفالس في قصيدة الجندول عام 1941، كما قدّم إيقاع الروك أند رول في أغنية (طقطوقة) يا قلبي يا خالي التي غناها عبد الحليم حافظ عام 1957، في السبعينيات طلب الرئيس السادات من الموسيقار محمد عبد الوهاب طلب رئاسى جديد، وقد اختاره بالذات كونه مهتم ببعض الرموز الوطنية والسياسية سواء من أدوات أو أفراد، وقتها كان قد غير اسم الدولة، وغير شكل العلم، ووضع دستور جديد يحمل الشعارات الجديدة، ولكن في نظره بقى شيء هام هو النشيد الوطني، كان اسم الدولة الجمهورية العربية المتحدة منذ قيام الوحدة بين مصر وسوريا عام 1958 وحتى عام 1970 عند وفاة عبد الناصر، وكان علمها يتوسطه نجمتان ترمزان للدولتين الداخلتين في الوحدة، وكان النشيد القومي قد وضع لحنه الموسيقار كمال الطويل أيام حرب 1956 في نشيد لحنه لأم كلثوم بعنوان والله زمان يا سلاحى واختاره جمال عبد الناصر ليحل محل السلام الملكي الذي وضعه الموسيقار الإيطالي فيردى، ورأى السادات في حركته لتغيير الرموز ضرورة انتقاء لحن جديد للسلام الوطني يساير التغيرات في الرموز الأخرى، وهو قد أعاد اسم مصر إلى اسم الدولة بعد حذفه لقرابة 12 عاما، وكان الطلاب في المدارس يهتفون في طابور الصباح تحيا الجمهورية العربية المتحدة بينما لم يكن هناك شيء بهذا الاسم لعشر سنوات منذ انفصال سوريا، فأصبح الاسم الجديد جمهورية مصر العربية، وأعاد شعار النسر المصري إلى العلم مكان النجمتين تمشيا مع الواقع، وهكذا طلب من محمد عبد الوهاب وضع نشيد وطني لمصر، وفرح عبد الوهاب بهذا التكليف خاصة وان السادات منحه وقتها رتبة عسكرية فخرية هي رتبة لواء إلا أنه طلبه لوضع اللحن كان مشروطا وبشرط قاس، فقد طلب من عبد الوهاب عدم وضع نشيد جديد وابداع لحن جديد وإنما فقط إعادة صياغة نشيد مصر الأول بلادي بلادي لسيد درويش والذي عاد وحده تلقائيا بين الجماهير في تلك الأيام بعد النكسة وردده الناس بحماس في كل مكان، لم يتكدر عبد الوهاب طويلا كون واضع اللحن إحدى معلميه الأوائل في بداية حياته وانطلاقا من مبدأ الوفاء للوطن ثم المعلم لم يجد أي غضاضه في ذلك واندمج في إخراج نشيد استاذه سيد درويش في أبهى صورة يذكر ان السادات وضع تحت إمرة عبد الوهاب فرقة الموسيقات العسكرية المصرية الحائزة على المركز الأول بين الفرق العسكرية العالمية لعدة سنوات على التوالى، وبها أمهر الخبرات ولها كل الإمكانيات بدءا من الآلات حتى الملابس، ويتفرغ عبد الوهاب للمهمة في تواضع شديد واعتراف جميل بفضل موسيقار مصر الأول ونابغتها سيد درويش عليه وعلى البلاد، والذي استطاع توحيد أبناء أمته في نشيد رمزى من كلماته واعاد توزيعه بعد نصف قرن من رحيله، ويقود محمد عبد الوهاب الموسيقى العسكرية وهو في زيه العسكري لتعزف نشيد بلادى لأول مرة في تاريخها ويتحول من نشيد شعبي إلى نشيد رسمي، وتطير نوتته الموسيقية إلى السفارات المصرية في جميع أنحاء العالم وتودع نسخ منها بجميع السفارات الأجنبية بالقاهرة، ليعزف في جميع المناسبات الوطنية والدولية

## لقاء السحاب مع أم كلثوم
ذكر عبد الوهاب أن أول لقاء جمعه بأم كلثوم عام 1925 كان بمنزل أحد الأثرياء (محمود خيرت) والد الموسيقار أبو بكر خيرت وجد الموسيقار عمر خيرت حيث غنيا معاً دويتو «على قد الليل مايطوّل» ألحان سيد درويش بعد ذلك لحن لها أغنية «غاير من اللى هواكي قبلي ولو كنت جاهلة»، رفضت أم كلثوم أن تغنيها فغناها عبد الوهاب، ومن بداية الثلاثينيات وحتى أواخر الأربعينات كانت الصحف تلقب كلاً من عبد الوهاب وأم كلثوم بالعدوين إلا أنه جرت محاولات للجمع بينهم.
المحاولة الأولى : كانت لطلعت حرب الذي أطلع عبد الوهاب وأم كلثوم برغبته في جمعهما في فيلم يتولى استديو مصر إنتاجه ووافق الطرفان على القيام بالفيلم لكن حدث اختلاف بينهما حول من يقوم بتلحين الأغاني المشتركة بين البطلين ونتيجة إصرار كل طرف على موقفه تأجل المشروع لتفشل محاولة طلعت حرب.
المحاولة الثانية : وهذه المحاولة غير موثوق بها ولكن يقال أن الذي قام بها الرئيس جمال عبد الناصر حيث انتهز احتفالات أعياد الثورة وعاتبهما على عدم قيامهما بأي عمل فني مشترك أثناء لقائه بهما فوعداه بالعمل على ذلك وجاءت أغنية «أنت عمري» كأول عمل مشترك بينهما وقد يكون هذا الكلام غير صحيحا حيث معروف عن الحكام ومنهم الزعيم جمال عبد الناصر أن أحدا منهم لا يتدخل في قيام أي عمل فنى على أساس أنه حرية، وعلى العموم فقد حققت الأغنية نجاحا ساحقا شجعهما على المزيد من التعاون لتغنى أم كلثوم عشر أغنيات من ألحان عبد الوهاب خلال تسع سنوات فقط هي:
- إنت عمري - أحمد شفيق كامل 1964.
- على باب مصر - كامل الشناوي 1964.
- إنت الحب - أحمد رامي 1965.
- أمل حياتي - أحمد شفيق كامل 1965.
- فكرونى - عبد الوهاب محمد 1966.
- هذه ليلتى - جورج جرداق 1968.
- أصبح عندي الآن بندقية - نزار قباني 1969.
- ودارت الأيام - مأمون الشناوي 1970.
- أغداً ألقاك - الهادي آدم 1971.
- ليلة حب - أحمد شفيق كامل 1973.

وأُطلق على هذا التعاون اسم «لقاء السحاب».

## موقع عبد الوهاب السياسي
كان قد حصل عبد الوهاب على رتبة اللواء الشرفية، من الرئيس محمد أنور السادات؛ لتوزيعه النشيد الوطني " بلادي بلادي" وارتدى زي اللواء، أثناء قيادته لعزف النشيد، عند توقيع السادات على معاهدة السلام.

## ألحانه لغيره من المطربين
كما قدم عبد الوهاب أغاني جميلة بصوته، كانت أغلب ألحانه لغيره ألحاناً جميلة، ومن أشهر، وأجمل ما لحن لغيره، على سبيل المثال لا الحصر:"، "ذكريات"، "يا حبايب بالسلامة"، "المركبة عدت"، "طاير على جناح الحمام"، هذا عدا عن الأناشيد التي اشترك عبد الحليم في غناءها مع مجموعة الفنانين مثل "الوطن الأكبر".
- لحن لليلى مراد "حيران في دنيا الخيال"، "ياللي غيابك حيرني"، "ياللي سكونك حنان" (وكلها من فيلم الماضي المجهول)، "أروح لمين" (فيلم شاطئ الغرام)، "جواب حبيبي"، "الشهيد"، (وكلاهما من فيلم الحياة الحب)، "أرق النسيم"، "يا قلبي مالك" (وكلاهما من فيلم "يحيا الحب)، إضافة إلى أغاني فيلمي "عنبر"، و"غزل البنات".
- لحن لفايزة أحمد «حمال الأسية»، «بريئة»، «ست الحبايب» (وهي من أشهر، وأجمل أغانيها)، «تهجرني بحكاية»، «خاف الله»، «تراهني»، «ياغالي عليا»، «بصراحة»، «راجع لي من تاني»، «وقدرت تهجر».
- لحن لنجاة الصّغيرة «دلوقت أو بعدين»، «أما غريبة»، «آه بحبه»، «شكل تاني»، «القريب منك بعيد»، «ع اليادي»، «آه لو تعرف»، «إلا إنت»، «مرسال الهوى»، «دبنا يا حبايبنا»، «ماذا أقول له»، «متى ستعرف»، «أيظن»، «ساكن قصادي»، «لا تكذبي»، «اسألك الرحيلا».
- لحن لوردة «خد عنيه»، «اسأل دموع عنيه»، «لولا الملامة»، «في يوم وليلة»، «أنده عليك»، «بعمري كله حبيتك»، «لبنان الحب»، «مصر الحبيبة».
- لحن لصباح عدة أغاني منها «ع الضيعة»، وأغاني فيلم «إغراء»، بين الاهلى والزمالك محتارة والله.
- لحن لأسمهان «محلاها عيشة الفلاح»، واشترك معها في غناء «مجنون ليلى».
- لحن لشادية «أحبك»، و«بسبوسة».
- لحن لفيروز «سهار بعد سهار»، «سكن الليل»، «مر بي يا واعدا».
- لحن لوديع الصافي «عندك بحرية يا ريس».
- لحن لطلال مداح «ماذا أقول»، «منك ياهاجر دائي».
- لحن لعبد الحليم حافظ) أهواك، فاتت جنبنا، نبتدي منين الحكاية، يا قلبي يا خالي، توبة، لست قلبي، قولى حاجة، انا لك على طول، شغلونى، ظلموه، فوق الشوك، كنت فين، ايه ذنبى ايه، ياخلى القلب، يا حبايب بالسلامة، ذكريات، من غير ليه بصوتهما معاً وغيرها..

## زوجاته
تزوج محمد عبد الوهاب ثلاث مرات. الأولى في بداية مشواره الفني وهي سيدة تكبره بربع قرن يُقال أنها أسهمت في إنتاج أول فيلم له هو الوردة البيضاء وتم الطلاق بعدها بعشر سنوات. في عام 1944 تزوج محمد عبد الوهاب بزوجته الثانية «إقبال» وأنجبت له خمسة أبناء هم أحمد ومحمد وعصمت وعفت وعائشة، واستمر زواجهم سبعة عشر عاماً . كان زواجه الثالث والأخير من نهلة القدسي.

## وفاته
توفى عبد الوهاب في مساء يوم 4 مايو عام 1991 على إثر جلطة كبرى وجسيمة بالمخ نتيجة سقوطه الحاد على أرضية منزله بعد انزلاقه المفاجئ من سجاد الأرضية وشُيعت جنازته في يوم 5 مايو بشكلٍ عسكري بناءً على قرار الرئيس الاسبق محمد حسني مبارك.

## أعماله
| قام عبد الوهاب بتمثيل سبعة أفلام فترة الثلاثينيات والأربعينيات وهي كالتالى: - الوردة البيضاء 1933. - دموع الحب 1935. - يحيا الحب 1937. - يوم سعيد 1939. - ممنوع الحب 1942. - رصاصة في القلب 1944. - لست ملاكا 1946. - غزل البنات 1949. | - لحن مشهدا من مسرحية أحمد شوقي مجنون ليلى. - قصائد النهر الخالد، كيلوبترا والكرنك. - نشيد المملكة الليبية (في سنة 1951). - قائمة بأعمال محمد عبد الوهاب استمع أيضاً إلى عينة من مقطوعاته الموسقية على موقع يوتيوب - حياتي على يوتيوب - هدية العيد على يوتيوب - الخيام على يوتيوب - عزيزة على يوتيوب |

## أوسمة وجوائز ونياشين
| - الجائزة التقديرية في الفنون 1971. - الدكتوراه الفخرية من أكاديمية الفنون 1975. - رتبة اللواء الشرفية من الجيش. - نيشان النيل من الطبقة الخامسة. - الميدالية الذهبية من مهرجان موسكو. - الميدالية الذهبية في العيد الذهبي للإذاعة. - الميدالية الفضية في العيد الفضى للتليفزيون. | - الميدالية الذهبية في العيد الذهبي للإذاعة. - الميدالية الفضية في العيد الفضى للتليفزيون. - جائزة الجدارة. - وسام الاستقلال.1970. - وسام الاستحقاق السوري 1974. - القلادة الأولى من الأردن. - قلادة الكوكب الأردنية 1970. | - الوشاح الأول من الرئيس بورقيبة. - الوسام الأكبر العمانى 1984. - وسام الكفاءة المغربى. - وسام الاستقلال الليبى. - لقب فنان الشعب. - ميدالية طلعت حرب. | - الميدالية الذهبية للرواد الأوائل في السينما المصرية. - وسام الاستحقاق من الرئيس جمال عبد الناصر. - وسام الأرز اللبنانى من مرتبة "كوماندوز". - لقب "فنان عالمى" من جمعية المؤلفين والملحنين في باريس 1983. - دبلوم وميدالية ذهبية من معرض تولوز الفنى بفرنسا 1962. - الإسطوانة البلاتينية 2 فبراير 1978. |

## تكريمه
- تم تكريمه بإنشاء متحف يحتوي على معظم مقتنياته الخاصة وهو يقع بجوار معهد الموسيقى في القاهرة.
- تم إقامة تمثال له في ميدان باب الشعرية (حيث نشأ) لتخليد ذكراه.

## محمد عبد الوهاب في السينما والتليفزيون
تم تناول شخصيته بعدد من الأفلام والمسلسلات نذكر منها
1. فيلم كوكب الشرق، سنة 1999 عن شخصية أم كلثوم بطولة فردوس عبد الحميد وقام بدور محمد عبد الوهاب الممثل مجدي صبحي.
2. مسلسل أم كلثوم سنة 1999 عن حياة أم كلثوم بطولة صابرين.. وقام بدور محمد عبد الوهاب الممثل عبد العزيز مخيون.
3. مسلسل السندريلا سنة 2006 عن حياة سعاد حسني بطولة منى زكي.. وقام بدور محمد عبد الوهاب الممثل عبد العزيز مخيون.
4. مسلسل العندليب حكاية شعب سنة 2006 عن حياة عبد الحليم حافظ بطولة شادي شامل.. وقام بدور محمد عبد الوهاب الممثل أيمن عزب.
5. فيلم حليم سنة 2006 عن حياة عبد الحليم حافظ بطولة أحمد زكي.. وقام بدور محمد عبد الوهاب الممثل عزت أبو عوف.
6. مسلسل أبو ضحكة جنان سنة 2009 عن حياة إسماعيل ياسين بطولة أشرف عبد الباقي.. وقام بدور محمد عبد الوهاب الممثل عبد العزيز مخيون.
7. مسلسل أسمهان سنة 2008 عن حياة أسمهان بطولة سلاف فواخرجي.. وقام بدور محمد عبد الوهاب الممثل محمود كمال.
8. مسلسل أنا قلبي دليلي سنة 2009 عن حياة ليلى مراد بطولة صفاء سلطان.. وقام بدور محمد عبد الوهاب الممثل محمد يونس.
9. مسلسل الشحرورة سنة 2011 عن حياة صباح بطولة كارول سماحة.. وقام بدور محمد عبد الوهاب الممثل عزت بدران.
10. مسلسل مشرفة رجل لهذا الزمان سنة 2011 عن حياة علي مصطفى مشرفة بطولة أحمد شاكر عبد اللطيف.. وقام بدور محمد عبد الوهاب الممثل محمد سليمان.

## روابط خارجية
- محمد عبد الوهاب على موقع IMDb (الإنجليزية)
- محمد عبد الوهاب على موقع الموسوعة البريطانية (الإنجليزية)
- محمد عبد الوهاب على موقع ميوزك برينز (الإنجليزية)
- محمد عبد الوهاب على موقع ديسكوغز (الإنجليزية)
- محمد عبد الوهاب على موقع قاعدة بيانات الفيلم (الإنجليزية)
- محمد عبد الوهاب على موقع كينوبويسك (الروسية)